# 阮懽
阮懽（越南语：／；1858年—？年），越南阮朝官員。

## 生平
阮懽是河南省里仁府平陸縣安堵總安堵社（今屬河南省平陸縣忠良社）人，三元阮勸之子，嗣德十一年（1858年）出生。建福元年（1884年），阮懽參加河南場鄉試，考中舉人。咸宜元年（1885年），阮懽會試次中格，準入庭試。庭試過後，未及放榜，尊室說發動勤王運動，庭試成績因此作廢。成泰元年（1889年），阮懽經審核準預庭試，考中己丑科副榜。後任里仁知府、海陽督學。